# نجير صخري
النجير الصخري (الاسم العلمي: Agrostis rupestris) نوع نباتي يتبع جنس النجير وينتمي إلى الفصيلة النجيلية.